# Język aprioryczny
Język aprioryczny – język sztuczny, który nie jest oparty na żadnym znanym języku, szczególnie naturalnym. Słownictwo, podobnie jak gramatyka składa się ze sztucznie utworzonych wyrazów według zasad filozoficznych, matematycznych lub logicznych, albo zostało całkowicie wymyślone przez autora. Odróżnia je to od języków aposteriorycznych, w których większość materiału pochodzi z jednego lub więcej istniejących języków. Istnieje też kategoria mieszana, zawierająca elementy obu typów, np. volapük.
Pierwsze znane próby stworzenia języka apriorycznego: George Dalgarno.

## Przykładowe języki
- Język klingoński
- Láadan
- Lojban
- Ro
- Solresol
- Sona